# Université pontificale catholique de Goiás
L'université pontificale catholique de Goiás (abrégé Goiás PUC) est une université catholique privée, sans but lucratif, située à Goiânia et Ipameri. Elle est la première université de l’État de Goiás au Brésil. Elle est administrée par l'archidiocèse catholique de Goiânia.

## Historique
Fondée le 17 octobre 1959 par la Cultura Sociedade de Goiana, une fondation à but non lucratif gérée par le diocèse catholique de Goiânia, Goiás PUC est l'institution d'enseignement supérieur la plus ancienne de l’État et de la région du Centre-Ouest du Brésil[réf. nécessaire].